# Турецкий птичий язык
Турецкий птичий язык, или куш дили (тур. Türkçe kuş dili), — одна из форм турецкого языка, которой характерна передача слов с помощью свиста, похожего на пение птиц. Первоначально использовался турецкими фермерами для общения на больших расстояниях, в настоящее время насчитывает около 10 000 носителей. Куш дили в основном ассоциируется с деревней Кушкёй (Kuşköy в переводе с тур. — «Птичья деревня»), расположенной на севере Понтийских гор Турции, где с 1997 года ежегодно проводится Фестиваль птичьего языка, культуры и искусства.
В 2017 году ЮНЕСКО включила птичий язык в список шедевров устного и нематериального культурного наследия человечества.

## Угрозы исчезновения
Поскольку деревня Кушкёй расположена в местности с многочисленными крутыми каньонами и высокими горами, то свист распространяется здесь значительно дальше и чётче, чем обычный крик. Однако, как только местные жители получили мобильные телефоны, многие нашли этот способ общения гораздо более простым и эффективным, нежели куш дили.
Также из-за того, что Кушкёй, как и большинство фермерских деревень, не даёт разнообразия возможностей с точки зрения работы и образа жизни, большая часть молодого поколения решает покинуть деревню в поисках лучшей жизни.